# Denny's
Denny's es la cadena más grande de restaurantes familiares de servicio completo en los Estados Unidos. Opera más de 2,500 restaurantes en los Estados Unidos (incluida Puerto Rico), El Salvador, Canadá, Curaçao, Japón, México, Nueva Zelanda, Costa Rica, Honduras, Guatemala, el Reino Unido y los Emiratos Árabes Unidos. Denny's es conocido por su servicio las 24 horas del día, los 7 días de la semana, y los 365 días del año, sirviendo desayunos, almuerzos, cenas, y postres durante las veinticuatro horas del día. Denny's no cierra en las vacaciones ni siquiera por las noches, excepto en algunas regiones donde la ley lo requiere.

## Historia

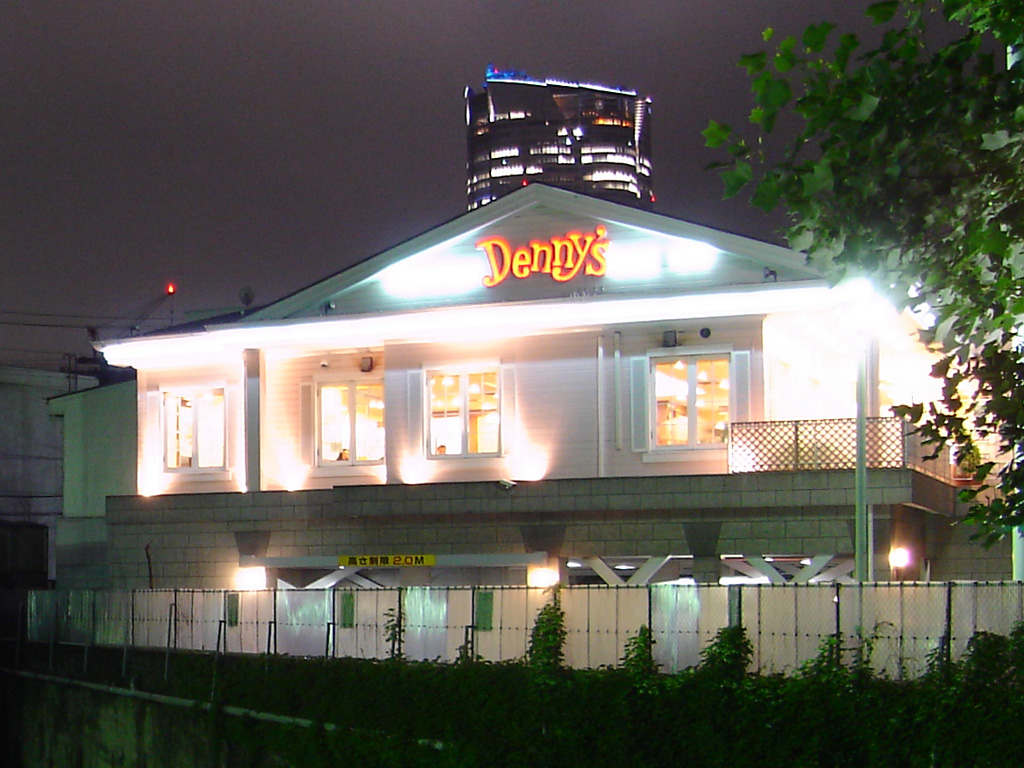
Uno de los 578 Denny's establecidos en Japón, este ubicado en Tokio.

Denny's fue fundado bajo el nombre Danny's Donuts en 1953 por Harold Butler en Lakewood, California. Butler ensanchó a 20 restaurantes para 1959, fue cuando él renombró la cadena al de Denny's. El negocio continuó creciendo y para 1981, había más de mil restaurantes en todos los 50 estados de EE. UU. En 1977, Denny's introdujo el todavía popular Grand Slam breakfast. En 1994, Denny's llegó a ser el patrocinador corporativo más grande de Save the Children, en EE. UU.. 
La sede de Denny's estaba localizado en Irvine, California hasta 1991. En aquel momento, la oficina principal fue movida a Spartanburg, Carolina del Sur
sede de la matriz de Trans World Corporation quien adquirió Denny's en 1987. Eventualmente, las operaciones de Denny's dominaron a la sociedad matriz hasta tal punto que la Corporación, después de varios cambios del nombre, llegó a ser simplemente Denny's Corporation.
Denny's ha anunciado el cierre de 150 locales como parte de una estrategia para fortalecer su flujo de caja y optimizar su cartera de restaurantes. Los cierres se realizarán en dos fases: 50 locales dejarán de operar a finales de 2024, mientras que los 100 restantes cerrarán sus puertas durante el próximo año, según informaron los ejecutivos de la compañía durante su conferencia de ganancias del martes.

## Cultura
En el episodio de Sci-Fi Aventures "Locuras en el desayuno", Wall-e menciona a Denny's cuando le dice a su padre que ir allá es mejor que ir al Globo de Universal a comprar cereales.
En el episodio de "Los Simpsons"; "Bart no tiene alma"; de la séptima temporada, Flanders dice: "Ese lenguaje puede esperarse en Denny's, pero no aquí", luego de que Moe Szyslak dice un improperio a una pequeña niña.
En varios episodios de Breaking Bad el letrero de la franquicia aparece.